# La bambina nel bidone
La bambina nel bidone (Dustbin Baby) è un romanzo di Jacqueline Wilson.

## Trama
April è una bambina che vive con Marion, una donna che si occupa di lei. La ragazzina ha un profondo turbamento emotivo a causa della vita travagliata che ha vissuto, iniziata quando è stata abbandonata appena nata in un bidone della spazzatura dalla madre ignota, il primo di aprile (da cui il suo nome). Il giorno del suo quattordicesimo compleanno, April litiga con Marion a causa del deludente regalo che le ha dato e decide di marinare la scuola per ripercorrere le persone e luoghi che hanno segnato la sua esistenza, cercando di dare un senso all'abbandono subito da neonata.
April fu scoperta dal cassonetto da Frankie, un ragazzo che lavorava nella pizzeria adiacente, venendo poi affidata a una donna di nome Patricia Williams per i primi diciotto mesi di vita. April va a trovare Patricia e resta delusa nel constatare che non si ricorda di lei; fa comunque amicizia con Tanya, una ragazza sua coetanea che vive con Patricia (Tanya è apparsa in precedenza come co-protagonista del romanzo Piantatela!).
In seguito, April venne adottata dai Johnson. Il marito era un uomo emotivamente abusivo, dedito all'alcol e alle relazioni extraconiugali. La moglie, Janet, cadde in depressione dopo l'abbandono del coniuge, trascurando sempre di più sé stessa e April finché non arrivò a suicidarsi, traumatizzando profondamente la bambina. Nel presente, April visita la tomba di Janet.
Il signor Johnson tentò di occuparsi di April, rinunciando dopo qualche mese a causa del carattere difficile della bambina, segnata dalla morte della genitrice adottiva. April fu affidata a una casa famiglia dove venne bullizzata crudelmente da un'altra ospite, Pearl. Quest'ultima la spinse al punto di rottura distruggendo le sue bambole di carta, unico sostegno emotivo di April dalla morte di Janet; April reagì spingendo Pearl giù per le scale, causandole gravi lesioni. Non fornendo a nessuno spiegazioni sul motivo per cui l'aveva fatto, April venne espulsa dalla casa.
La bambina venne accolta in un orfanotrofio dove entrò nelle grazie di Gina, una ragazza più grande dedita alla delinquenza, che coinvolse April in scorribande notturne nelle quali si introducevano nelle case del quartiere per compiere furti, finché non vennero scoperte. April fa nuovamente visita all'orfanotrofio e si riunisce con l'adulta Gina, che ora è cambiata in meglio: studia, si occupa di un figlio e tiene lezioni educative ai ragazzi orfani per spingerli sulla buona strada.
Dopo l'orfanotrofio, April venne mandata in un collegio per ragazze problematiche, dove rimase per cinque anni. Strinse un forte legame con la sua insegnante di storia, Marion Bean, la quale, dopo aver appreso le vicissitudini della bambina, decise di adottarla, iscrivendola in una scuola "normale" dove April ha avuto modo di stringere amicizie sane e condurre una vita migliore.
Il viaggio di April si conclude nella pizzeria dietro alla quale fu lasciata da neonata. Si interroga per tutta la storia sui motivi che avrebbero potuto spingere sua madre ad abbandonarla, concludendo che non troverà mai una risposta, né scoprirà l'identità della genitrice. Accorgendosi che sui cassonetti è scritto un numero di telefono, April lo compone e scopre che appartiene a Frankie, il ragazzo che la trovò anni prima, il quale è cresciuto e si è fatto una famiglia ma non l'ha mai dimenticata e ha sempre desiderato riallacciare i rapporti con lei. April telefona anche a Marion per scusarsi del suo comportamento e ricongiungersi con lei, riconoscendo di aver trovato in Marion e Frankie i genitori che ha sempre cercato.

## Adattamento televisivo
Il romanzo ha ricevuto un adattamento televisivo dalla BBC e dalla Kindle Entertainment nel 2008. La pellicola è stata diretta da Juliet May e la sceneggiatura è stata scritta da Helen Blakeman. Ha ricevuto un'accoglienza molto positiva e Wilson ha affermato di ritenerlo il miglior adattamento cinematografico delle sue opere.